# Nemertesia dissimilis
Nemertesia dissimilis är en nässeldjursart som först beskrevs av John Fraser 1943.  Nemertesia dissimilis ingår i släktet Nemertesia och familjen Plumulariidae. Inga underarter finns listade i Catalogue of Life.